# Тина Мазе
Тина Мазе (словен. Tina Maze; 2. мај 1983) бивша је словеначка алпска скијашица.
Током каријере остварила је двадесет шест победа у Светском купу. На Зимским олимпијским играма 2014. у Сочију, освојила је златну медаљу у спусту, што је прва златна медаља за Словенију на зимским олимпијским играма.
На Светским првенствима, има сребрну медаљу у велеслалому са Светског првенства 2009. и златне у велеслалому на Светском првенству 2011 и у супервелеслалому на Светском првенству 2013. Тина Мазе је 2012. године (у скијашкој сезони 2012/13) ушла у историју женског скијања као прва скијашица која је до краја календарске године окончала са преко 1.000 поена. Тина Мазе је освојила 1.059 поена.

## Победе у Светском купу
26 победа (14 у велеслалому, 4 у слалому, 3 у комбинацији, 4 у спусту, 1 у супервелеслалому)
| Датум              | Место                  | Држава                    | Дисциплина       |
| ------------------ | ---------------------- | ------------------------- | ---------------- |
| 26. октобар 2002.  | Зелден                 | Аустрија                  | велеслалом       |
| 22. децембар 2004. | Санкт Мориц            | Швајцарска                | велеслалом       |
| 8. јануар 2005.    | Санта Катерина         | Италија                   | велеслалом       |
| 22. јануар 2005.   | Марибор                | Словенија                 | велеслалом       |
| 22. октобар 2005.  | Зелден                 | Аустрија                  | велеслалом       |
| 2. фебруар 2008.   | Санкт Мориц            | Швајцарска                | спуст            |
| 10. јануар 2009.   | Марибор                | Словенија                 | велеслалом       |
| 14. март 2009.     | Оре                    | Шведска                   | велеслалом       |
| 11. март 2010.     | Гармиш-Партенкирхен    | Њемачка                   | велеслалом       |
| 11. март 2010.     | Гармиш-Партенкирхен    | Њемачка                   | велеслалом       |
| 4. март 2011.      | Тарвизио               | Италија                   | суперкомбинација |
| 18. март 2011.     | Ленцерхајде            | Швајцарска                | слалом           |
| 27. октобар 2012.  | Зелден                 | Аустрија                  | велеслалом       |
| 24. новембар 2012. | Бивер Крик             | Сједињене Америчке Државе | велеслалом       |
| 7. децембар 2012.  | Санкт Мориц            | Швајцарска                | комбинација      |
| 9. децембар 2012.  | Санкт Мориц            | Швајцарска                | велеслалом       |
| 16. децембар 2012. | Куршевел               | Француска                 | велеслалом       |
| 13. јануар 2013.   | Санкт Антон ам Арлберг | Аустрија                  | супервелеслалом  |
| 27. јануар 2013.   | Похорје                | Словенија                 | слалом           |
| 24. фебруар 2013.  | Мерибел                | Француска                 | суперкомбинација |
| 2. март 2013.      | Гармиш-Партенкирхен    | Њемачка                   | спуст            |
| 10. март 2013.     | Офтершванг             | Њемачка                   | слалом           |
| 17. март 2013.     | Ленцерхајде            | Швајцарска                | велеслалом       |
| 25. јануар 2014.   | Кортина д'Ампецо       | Италија                   | спуст            |
| 15. новембар 2014. | Леви                   | Финска                    | слалом           |
| 5. децембар 2014.  | Лејк Луиз              | Канада                    | спуст            |
| 12. децембар 2014. | Оре                    | Шведска                   | велеслалом       |